# 가미무라 쓰구요시
가미무라 쓰구요시/주기(上村従義)는 일본의 해군 군인, 정치인(귀족원의원), 화족이다. 작위는 남작. 최종계급은 해군 대령. 일본 해군병학교 30기생.
친부는 사이고 주도이며 가미무라 히코노조의 양자로 입적하였다. 양부 히코노조 사후 남작위를 습작하였다.